# Генрі Кендалл
Генрі Вей Кендалл (англ. Henry Way Kendall; 9 грудня 1926, Бостон, США — 15 лютого 1999, Державний заповідник Вакула Спрінг, США) — американський фізик, лауреат Нобелівської премії з фізики (1990) спільно з Джеромом Фрідманом і Річардом Тейлором «За піонерські дослідження глибоконепружного розсіювання електронів на протонах і пов'язаних нейтронах, істотно важливих для розробки кваркової моделі в фізиці частинок».
Кендалл потонув під час водолазної експедиції в національному парку Вакула Спрінгс під Флориді через порушення протоколів безпеки пірнання.

## Біографія
Закінчив Емгерстський коледж (бакалавр, 1950), ступінь доктора філософії отримав у Массачусетському технологічному інституті в 1955 році.
Один із членів-засновників Union of Concerned Scientists і його голова з 1974 року і до кінця життя. В цій якості виступив організатором «Попередження людству» (1992), підписаного 1,7 тис. вчених, в тому числі більшістю живих Нобелівських лауретатів в галузі науки, яке застерігало про те, що «люди і природа знаходяться на траекторії зіткнення». Був також членом JASON.
Фелло Американської академії мистецтв і наук (1982).
Кендалл помер через важку кровотечу під час водолазної експедиції в національному парку Вакула Спрінгс у Флориді.